# Дамян Хуго фон Фирмонд
Дамян Хуго Франц Адриан Антон фон Фирмонд (на немски: Damian Hugo Franz Adrian Anton Graf von Virmond; * 24 август 1666, дворец Хертен; † 21 април 1722, Сибиу, Хабсбургска монархия) е фрайхер, от 1706 г. граф от Долно-рейнския род „Фирмонд-Неерзен“. Той е императорски генерал и дипломат и заради особените му постижения в Турските войни е издигнат на имперски граф.

## Живот
Той е вторият син на граф Адриан Вилхелм фон Фирмонд (1613 – 1681) и втората му съпруга Мария фон дер Хорст († сл. 1676), дъщеря на Йохан фон дер Хорст, губернатор на Хайделберг, и Фелицитас фон Варендорф. Баща му е издигнат на граф на 30 април 1664 г. По-големият му полубрат Амброзиус Адриан (1640 – 1688) наследява баща им.
Дамян Хуго е определен за духовна кариера. Той влиза през 1696 г. като полковник в императорската войска. Той участва във войните против турците, най-вече в Трансилвания. На 8 септември 1706 г. император Йозеф I го издига на имперски граф. Дамян започва императорска дипломатическа служба. През 1715 г. е пратеник в двора на Швеция и 1716 г. в двора на Прусия в Берлин и преговаря с Русия. През август 1716 г. е изпратен в Полша. Дамян Хуго през 1717 г. по императорско нареждане води преговорите с турците.
През зимата на 1717/1718 г. той пътува с голяма свита и 19 кораба от Виена по Дунав и на 7 май е в Пожаревац. Там на десния бряг на река Морава се водят мирните прегови с турците, които се подписват на 21 юли. След това императорът го изпраща като посланик в Константинопол. Той тръгва на 17 май 1719 г. от Виена със 72 кораба и свита от 400 мъже. След Белград на границата Дамян Хуго се среща с турския посланик на Австрия, който тръгва за Виена със свита от 762 души, 645 коне, 100 магарета и 180 камили. На 31 юли той пристига пред Константинопол и на 3 август влиза в града, посрещнат от Невшехирли Дамат Ибрахим паша с императорски знамена и тромпети. На 8 август той има аудиенция при султан Ахмед III. Дамян Хуго си тръгва на 27 април 1720 г. за родината и пристига във Виена на 22 юли.
На 12 март 1721 г. той става командващ генерал на Трансилвания и Валахия. Дамян Хуго умира на 21 април 1722 г. в Херманщат в Трансилвания и е погребан в тамошната францисканска църква. Според завещанието на Дамян Хуго от 15 април 1722 г. дъщеря му Мария Анна е негова главна наследничка.

## Фамилия
Първи брак: на 2 юли 1693 г. с графиня Йохана Петронела Виктория Мария Анна фон Неселроде (* 1670; † 6 юли 1698, Бистриц, Трансилвания), дъщеря на граф Франк фон Неселдоре-Райхенщайн (1635 – 1707) и фрайн Анна Мария фон Вилих (1644 – 1720). Те имат една дъшеря:
- Мария Лудовика фон Фирмонд (* 1689; † 7 февруари 1738), наследничка на Неселроде и Хуншайт, омъжена 1720 г. за граф Йохан Херман Франц фон Неселроде-Ландскрон (* 13 март 1671; † 3 февруари 1751)
- Франц Адриан (* 27 февруари 1696, Хертен; † 1 октомври 1716, убит при Тимишоара), императорски офицер в турските войни

Втори брак: пр. 1709 г. с фрайин Мария Елизабет фон Буршайдт († 1753). Те имат една дъщеря:
- Мария Анна фон Фирмонд (* 16 юли 1710; † 19 декември 1731, Виена), наследничка, омъжена на 23 юли 1730 г. във Виена за граф Антон Корфиц Улфелдт (* 15 юни 1699, Кронщат/Брашов; † 31 декември 1769, Виена)